# Koniecpol (gromada)
Koniecpol – dawna gromada, czyli najmniejsza jednostka podziału terytorialnego Polskiej Rzeczypospolitej Ludowej w latach 1954–1972.
Gromady, z gromadzkimi radami narodowymi (GRN) jako organami władzy najniższego stopnia na wsi, funkcjonowały od reformy reorganizującej administrację wiejską przeprowadzonej jesienią 1954 do momentu ich zniesienia z dniem 1 stycznia 1973, tym samym wypierając organizację gminną w latach 1954–1972.
Gromadę Koniecpol z siedzibą GRN w mieście Koniecpol (nie wchodzącym w jej skład) utworzono 1 stycznia 1959 w powiecie radomszczańskim w woj. łódzkim z obszaru zniesionych gromad Łysiny i Koniecpol Stary; równocześnie do gromady Koniecpol przyłączono wieś, parcelację i PGR Okołowice ze zniesionej gromady Okołowice.
31 grudnia 1959 z gromady Koniecpol wyłączono wieś Borowce włączając ją do gromady Dąbrowa Zielona w tymże powiecie i województwie, po czym gromadę Koniecpol przyłączono do powiatu włoszczowskiego w woj. kieleckim.
31 grudnia 1961 do gromady Koniecpol przyłączono wsie Aleksandrów, Michałów, Łysaków, Kuźnica Wąsowska i Teresów ze zniesionej gromady Chrząstów oraz wsie Aleksandrów i Wąsosz oraz kolonię Serwitut ze zniesionej gromady Drochlin.
W 1965 roku gromada miała 27 członków gromadzkiej rady narodowej.
Gromada przetrwała do końca 1972 roku, czyli do kolejnej reformy gminnej. 1 stycznia 1973 reaktywowano zniesioną w 1954 roku gminę Koniecpol.